# Бяла жега
„Бяла жега“ (на английски: White Heat) е гангстерски филм на режисьора Раул Уолш, която излиза на екран през 1949 година.

## Сюжет
Артър Джарет наречен Коди е лидер на банда, която ограбва влак. За да избегне смъртното наказание, той признава незначително престъпление, извършено по същото време в друга държава, като по този начин си осигурява алиби. Той е осъден на 2 години затвор. Докато изтърпява наказанието, Коуди открива, че майка му, която обожава, е убита. За да накаже виновните, той избягва заедно с няколко други затворници, включително и агента под прикритие на ФБР Хенк Фалън, който трябва да разбере къде Коди е скрил плячката...

## В ролите
| Актьор           | Роля                     |
| ---------------- | ------------------------ |
| Джеймс Кагни     | Артър (Коди) Джарет      |
| Вирджиния Мейо   | Верна Джарет             |
| Едмънд О'Брайън  | Ханк Фалън (Вик Пардо)   |
| Маргарет Уичърли | (Ма) Джарет              |
| Стив Кокран      | (Биг Ед) Съмърс          |
| Джон Арчър       | Филип Евънс              |
| Уоли Касел       | (Котън) Валети           |
| Фред Кларк       | Даниел (Трейдър) Уинстън |

## Награди и Номинации
Филмът е поставен от Американския филмов институт в някои категории както следва:
- АФИ 10-те топ 10 – #4 Гангстерски
- АФИ 100 години... 100 герои и злодеи – Коди Джарет – злодеи #26

- През 2003 година, филмът е избран като културно наследство за опазване в Националния филмов регистър към Библиотеката на Конгреса на САЩ.